# قوس إفرنجية
القوس الإفرنجية (الجمع: القِسِيّ الإفرنجية) أو القوس الفَرَنْجِيَّة (الجمع: القِسِيّ الفَرَنْجِيَّة) أو البِرْقِيل أو القوس الأنبوبي أو العَرَّادة، سماها المعاصرون النُشّابِيّة أو القوس المُسْتَعْرِض، هو سلاح يتألف من قوس صلب وقصير مركب على قطعة خشبية (تحمل اسمي العمود والمجرى) مزوّدة بزناد، يسحب الرامي وتر القوس إلى الخلف ويعلقه على نتوء بارز ثم يضع سهماً قصيراً على الوتر ويطلق الرامي السهم بجذب زناد يحرر النتوء البارز، هناك نوع من القسي الإفرنجية مزود بركاب يُدخل فيها الرجل لتوتير القوس بمساعدة يديه، هذا النوع اسمه قوس الرجل أو القوس القدمي. كانت القوس الفرنجية أبطأ في سرعة إطلاق السهام مقارنة بالقوس العادي لكن مداها قد يصل إلى 365 متر إضافة إلى قدرة أكبر على اختراق الدروع. وقد بلغت القوس الفرنجية ذروة استعمالها في أوروبا ما بين القرن 12 و بداية القرن 16 وقد اشتهر مرتزقة القوس الفرنجية الجنويين بخطورتهم في المعارك بحيث تسببو بسقوط العديد من الضحايا وقد استعملو في الحملات الصليبية حيث كان لهم دور في حصار القدس الذي انتهى باستيلاء الصليبيين على القدس سنة 1099 ويعتقد أن أول قوس إفرنجية يدوية قد اخترعت في الصين وقد اُكتشفت خشبة قوس إفرنجية مع زناد يعود تاريخها إلى القرن 6 قبل الميلاد.

## سهم القوس الفرنجية
كانت سهام القوس الفرنجية في العصور الوسطى تتميز بأنها أقصر طولا من السهام العادية لكنها كانت أحيانا أثقل وزنا، وغالبا ما كانت تصنع أجنحة السهم من الجلد أو الخشب  بمقابل السهام العادية التي كانت أجنحتها تصنع في الغالب من ريش الطيور، كما كانت هناك سهام للقسي الفرنجية بدون أجنحة وكانت تعتمد على ثقل مقدمة السهم للحفاظ على توازنها في الهواء، أما اليوم فقد أصبحت سهام القوس الفرنجية مماثلة في صناعتها لسهام القوس العادي و لا يظهر الفرق سوى في أن سهام القوس الفرنجية أقصر قليلا.

## مقارنة القوس الفرنجية بالقوس العادية
عند مقارنة القوس الفرنجية بالقوس العادي نلاحظ أنه أقل فعالية وأبطئ في سرعة اطلاق السهام و قد كان ثمنه أغلى من القوس البسيط، لكن من جهة أخرى فإن تعلم استخدامه أسهل بكثير من القوس التقليدية مما يمكن من توفير فرق رماة بالقسي الفرنجية بسرعة و القوس الفرنجية أكثر دقة من القوس العادي خصوصا في المدى القصير إضافة إلى أنه كان من الممكن سحب القوس الفرنجية باستعمال آلات ميكانيكية ما يسمح للرامي باستخدام أوزان سحب كبيرة.

## القسي الفرنجية المعاصرة

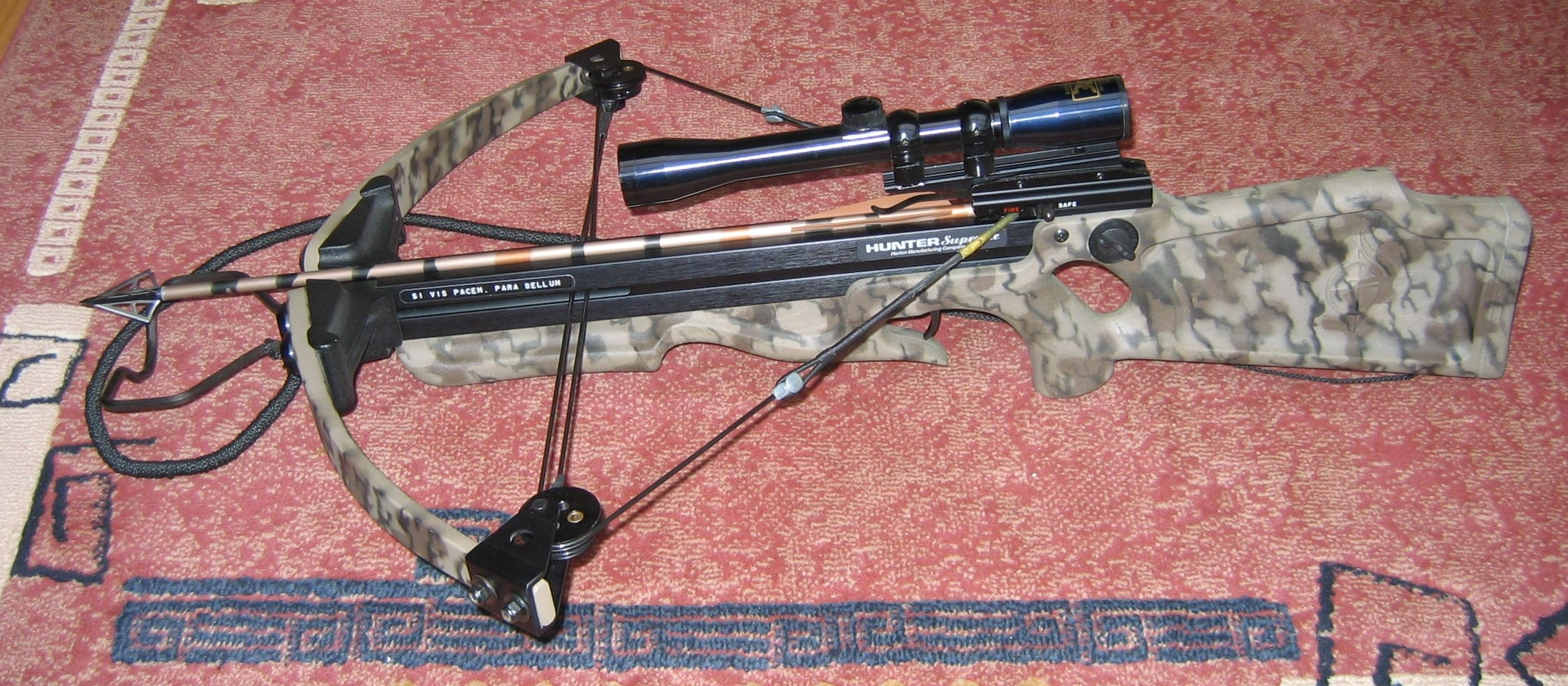
قوس فرنجية حديثة.

استفادت القسي الفرنجية أيضا من التطورات التكنولوجية فتم صنع أقواس من مواد و تقنيات جعلت منها تتمتع بقوة و دقة لم يسبق أن كانت عليها من قبل و تستخدم القوس الفرنجية اليوم أساسا في رياضة التصويب و القنص لكن قد تستعمل أيضا لأغراض عسكرية خصوصا من طرف القوات الخاصة كأداة صامتة للقتل.

## معرض صور

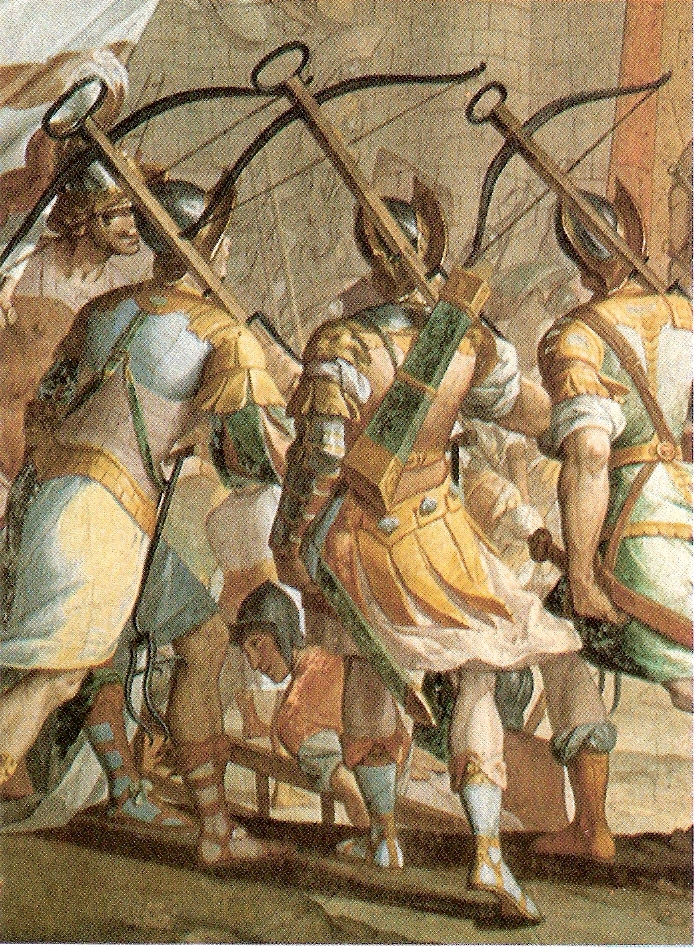
لوحة تظهر رماة القسي الفرنجية الجنويين أثناء حصار القدس.